# Gilnockie Bridge
Die Gilnockie Bridge ist eine Straßenbrücke nahe der schottischen Ortschaft Canonbie in der Council Area Dumfries and Galloway. 1971 wurde das Bauwerk in die schottischen Denkmallisten zunächst in die Kategorie B aufgenommen. Die Hochstufung in die höchste Denkmalkategorie A erfolgte 1988.

## Beschreibung

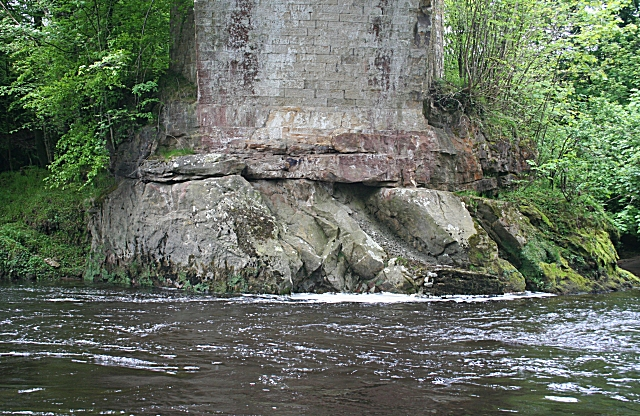
Fundament des östlichen Pfeilers

Der Mauerwerksviadukt liegt rund zwei Kilometer nördlich von Canonbie nahe dem Tower House Gilnockie Tower. Er führt eine nicht näher spezifizierte Nebenstraße über den Esk, der wenige Kilometer flussabwärts für ein kurzes Stück die Grenze zwischen Schottland und England markiert. Vor der Begradigung der A7 verlief diese bedeutende Fernstraße über die Brücke.
Die 1793 errichtete Bogenbrücke überspannt mit einem Rundbogen den Esk. Ein weiterer Rundbogen führt ausschließlich über Land. Die Bögen weisen lichte Weiten von 21 m bei lichten Höhen von 14 m auf. Die Brücke besitzt eine Gesamtlänge von 74 m. In der Mitte des 20. Jahrhunderts wurde die Fahrbahn erweitert. Das begrenzende schlichte Stahlgeländer ist neueren Datums.